# ビセンテ・エスピネル

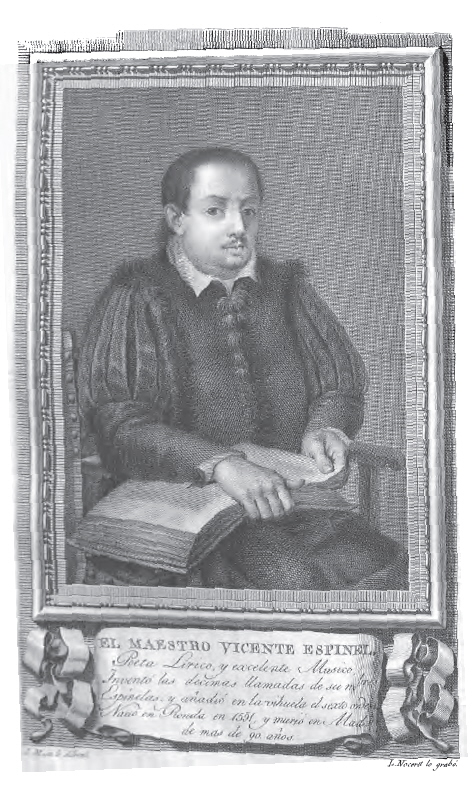
ビセンテ・エスピネルの肖像画

ビセンテ・エスピネル (スペイン語: Vicente Espinel、1550年12月28日‐1624年2月4日)はスペインの芸術的黄金世紀の人で、文学及び音楽に多彩に活躍した。

## 概要
ビセンテ・エスピネルはスペインの芸術的黄金世紀の人で、文学と音楽に多彩に活躍した。ロンダの生まれで、ロンダの繁華街は彼の名を冠している。
またギターに第5の弦を始めて付けて広め、今日のギター隆盛を導いたといわれている。

## 参照項目
- ロンダ
- ギター
- スペイン黄金世紀